# FAM210A
FAM210A (англ. Family with sequence similarity 210 member A) – білок, який кодується однойменним геном, розташованим у людей на короткому плечі 18-ї хромосоми. Довжина поліпептидного ланцюга білка становить 272 амінокислот, а молекулярна маса — 30 777.
| 10         |  | 20         |  | 30         |  | 40         |  | 50         |
| ---------- |  | ---------- |  | ---------- |  | ---------- |  | ---------- |
| MQWNVPRTVS |  | RLARRTCLEP |  | HNAGLFGHCQ |  | NVKGPLLLYN |  | AESKVVLVQG |
| PQKQWLHLSA |  | AQCVAKERRP |  | LDAHPPQPGV |  | LRHKQGKQHV |  | SFRRVFSSSA |
| TAQGTPEKKE |  | EPDPLQDKSI |  | SLYQRFKKTF |  | RQYGKVLIPV |  | HLITSGVWFG |
| TFYYAALKGV |  | NVVPFLELIG |  | LPDSVVSILK |  | NSQSGNALTA |  | YALFKIATPA |
| RYTVTLGGTS |  | VTVKYLRSHG |  | YMSTPPPVKE |  | YLQDRMEETK |  | ELITEKMEET |
| KDRLTEKLQE |  | TKEKVSFKKK |  | VE         |  |            |  |            |

A: Аланін

C: Цистеїн

D: Аспарагінова кислота

E: Глутамінова кислота

F: Фенілаланін

G: Гліцин

H: Гістидин

I: Ізолейцин

K: Лізин

L: Лейцин

M: Метіонін

N: Аспарагін

P: Пролін

Q: Глутамін

R: Аргінін

S: Серин

T: Треонін

V: Валін

W: Триптофан

Локалізований у мембрані, мітохондрії.